# Авіаційне науково-технічне товариство
Авіаційне науково-технічне товариство (1923–1925) — добровільне об'єднання фахівців з авіаційної науки і техніки при Київському політехнічному інституті.

## Історія товариства
Авіаційне науково-технічне товариство було засноване у 1923 році в Києві. Діяльність товариства полягала в розробці наукових проектів, будівництві та випробовуванні планерів та малопотужних літаків, товариство влаштовувало авіавиставки. Товариство видавало журнал «Авіація і повітроплавання». Результатом діяльності товариства стала організації у 1933 році, на базі авіаційного факультету Київського політехнічного інституту Київського авіаційного інституту.

## Колективні члени товариства
- Київський політехнічний інститут
- Київський авіазавод
- Підрозділи авіаційних та повітроплавних військових частин, що дислокувалися в Києві.
- Київський губернський відділ Товариства авіації та повітроплавання України та Криму.
- Київська авіанавігаційна станція.

## Відомі члени товариства
- Корольов Сергій Павлович (1907—1966) — український вчений у галузі ракетобудування та космонавтики, конструктор.
- Делоне Микола Борисович (1856—1931) — професор Київського політехнічного інституту (1906—1928).
- Бобров Вікторін Флавіанович (1884—1946) — професор, Ректор Київського політехнічного інституту (1921—1929).
- Калінін Костянтин Олексійович (1889—1938) — український та російський авіаконструктор.
- Томашевич Дмитро Людвігович (1899—1974) — радянський авіаконструктор, доктор технічних наук (1961).
- Андерс Федір Фердинандович (1868—1926) — український інженер-конструктор, конструктор першого в Україні дирижабля.
- Касяненко Іван Іванович (1887–1942) — український авіаконструктор, заст.ректора КПІ, Ректор Київського сільськогосподарського інституту, Голова правління «Укрповітрошлях».